# أوبرلونغفتس
اوبرلونغوتس (بالألمانية: Oberlungwitz) هي بلدة ألمانية تقع في ألمانيا في ساكسونيا. يقدر عدد سكانها بـ 6,596 نسمة .

## المدن التوأمة
مدينة Dudenhofen هي مدينة توأمة لـاوبرلونغوتس.

## أعلام
- باتريك أنجر